# Odds & Sods
| Críticas profissionais | Críticas profissionais |
| Avaliações da crítica  | Avaliações da crítica  |
| Fonte                  | Avaliação              |
| ---------------------- | ---------------------- |
| allmusic               | link                   |
| Rolling Stone          | Satisfatório link      |

Odds and Sods é uma coletânea musical lançada pela banda de rock britânica The Who.
No outono de 1973, enquanto Roger Daltrey, Pete Townshend e Keith Moon se preparavam para o filme Tommy, o baixista John Entwistle ficou a cargo de compilar um álbum em resposta ao cada vez mais crescente mercado de discos piratas que assolava a carreira do Who. Ele e John Alcock, produtor de seus discos solo, reuniram o material para o álbum a partir de diversas fontes. No final o disco acabou não cumprindo seu papel, mesmo porque muitas das músicas presentes aqui já eram amplamente pirateadas.

## Faixas do LP original
1. "Postcard"  (Entwistle) - 3:27
2. "Now I'm a Farmer"  (Townshend) - 3:59
3. "Put the Money Down"  (Townshend) - 4:14
4. "Little Billy"  (Townshend) - 2:15
5. "Too Much of Anything"  (Townshend) - 4:26
6. "Glow Girl"  (Townshend) - 2:20
7. "Pure and Easy"  (Townshend) - 5:23
8. "Faith In Something Bigger"  (Townshend) - 3:03
9. "I'm the Face" (Meaden) - 2:32
10. "Naked Eye"  (Townshend) - 5:10
11. "Long Live Rock"  (Townshend) - 3:54

As faixas que não foram incluídas no Odds and Sods original foram adicionadas no relançamento em CD.

## Faixas noCDremixado
1. "I'm the Face"  (Meaden) - 2:32
2. "Leaving Here"  (Dozier, B. Holland, E. Holland) - 2:13
3. "Baby, Don't You Do It"  (Dozier, B. Holland, E. Holland) - 2:28
4. "Summertime Blues"  (Capehart, Cochran) - 3:13
5. "Under My Thumb"  (Jagger, Richards) - 2:45
6. "Mary Anne With the Shaky Hand"  (Townshend) - 3:23
7. "My Way"  (Capehart, Cochran) - 2:28
8. "Faith In Something Bigger"  (Townshend) - 3:01
9. "Glow Girl"  (Townshend) - 2:26
10. "Little Billy"  (Townshend) - 2:17
11. "Young Man Blues"  (Allison)
12. "Cousin Kevin Model Child"  (Entwistle) - 1:26
13. "Love Ain't For Keeping"  (Townshend) - 4:04
14. "Time Is Passing"  (Townshend) - 3:31
15. "Pure and Easy"  (Townshend) - 5:24
16. "Too Much of Anything"  (Townshend) - 4:23
17. "Long Live Rock"  (Townshend) - 3:58
18. "Put the Money Down" (Townshend) - 4:31
19. "We Close Tonight"  (Townshend) - 2:58
20. "Postcard"  (Entwistle) - 3:32
21. "Now I'm a Farmer"  (Townshend) - 4:09
22. "Water"  (Townshend) - 4:40
23. "Naked Eye"  (Townshend) - 5:27

## Músicos
- Roger Daltrey - Vocais
- Pete Townshend - Guitarra, piano, sintetizador, vocais
- John Entwistle - Baixo, Metais, vocais
- Keith Moon - Bateria, vocais

## Equipe de produção
- John Alcock - Compilação de músicas
- Chris Charlesworth - Produtor executivo, encarte
- Bill Curbishley - Produtor executivo
- Roger Daltrey - Design de capa
- John Entwistle - Compilação de músicas
- Richard Evans - Direção de arte
- Graham Hughes - Design de capa, fotografia
- Glyn Johns - Produtor associado
- Kit Lambert - Produtor
- Andy MacPherson - Remixagem
- Pete Meaden - Produtor
- Chris Parmeinter - Produtor
- Robert Rosenberg - Produtor executivo
- Pete Townshend - Encarte